# Edis Matusevičius
Edis Matusevičius (30 de junio de 1996) es un deportista lituano que compite en atletismo. En los Juegos Europeos de Cracovia 2023 consiguió una medalla de plata en la prueba de lanzamiento de jabalina.

## Palmarés internacional
| Juegos Europeos | Juegos Europeos   | Juegos Europeos  | Juegos Europeos |
| Año             | Lugar             | Medalla          | Prueba          |
| --------------- | ----------------- | ---------------- | --------------- |
| 2023            | Chorzów (Polonia) | Medalla de plata | Jabalina        |